# Wolfman (film 2010)
Wolfman (The Wolfman) è un film del 2010 diretto da Joe Johnston, remake del classico L'uomo lupo (1941).
Il film è stato distribuito nel circuito cinematografico americano il 13 febbraio 2010, mentre in Italia il 19 febbraio.

## Trama
Inghilterra, 1891. In seguito alla morte del fratello Ben, Lawrence Talbot, figlio primogenito del nobile inglese sir John Talbot, torna a casa, nella brughiera di Blackmoor, dopo aver vissuto molti anni come attore teatrale negli Stati Uniti; qui, accolto dal padre e dal domestico Singh, incontra Gwen, la fidanzata del suo defunto fratello, distrutta dall'accaduto. Lawrence inizia ad indagare sulla morte del fratello, che sembra essere stato sbranato da una bestia in una notte di luna piena. Dopo alcuni giorni, si reca presso un vicino accampamento di zingari per consultare la veggente Maleva, nella speranza che possa fargli capire che cosa avesse potuto uccidere il fratello; ma durante la sua permanenza tra gli zingari giunge la bestia che aveva ucciso il fratello, la quale stermina molti degli zingari e lascia in fin di vita Lawrence dopo averlo fatalmente morso. Altri zingari armati mettono in fuga la bestia e dopo questo evento, Lawrence comincia a sentirsi strano.
Giunge nella sua città l'ispettore Frederick Abberline di Scotland Yard, che comincia subito a indagare e a covare sospetti sulla famiglia Talbot. Una notte Lawrence scopre che il padre si rinchiude sempre in una cripta dedicata a sua madre (morta anni prima); e mentre vede e scopre queste cose, avviene la sua prima trasformazione in lupo mannaro. Lawrence riesce a uscire dalla cripta e si reca in una foresta dove molti uomini erano pronti a ucciderlo, ma Lawrence riesce a ucciderli tutti dimostrando la sua super-forza e la sua ferocia. Il giorno dopo Lawrence, ferito e coperto di sangue, viene indicato dal padre come l'assassino che da giorni semina il terrore, in modo tale che nessuno possa sospettare della duplice natura del figlio, che è quindi diventato un lupo mannaro.
Apparentemente commiserato dal padre, Lawrence viene catturato e rinchiuso in manicomio a Lambeth, nel cuore di Londra, per essere guarito da una supposta licantropia clinica. Qui il padre viene a fargli visita e gli rivela di essere anche lui un lupo mannaro, poiché fu morso da un ragazzo selvaggio licantropo ucciso in una grotta durante una spedizione coloniale in India, dove conobbe anche il suo Singh. Quindi, John è la bestia che ha morso Lawrence facendolo diventare lupo, e che ha ucciso sua madre (episodio che ora Lawrence ricorda bene, con la madre stretta tra le braccia del padre/lupo mannaro, con la gola squarciata e sangue dappertutto, mentre lui pensava che lei si fosse tagliata la gola). Dopo questo lutto, ogni notte di luna piena, tranne quelle in cui era rimasta un po' di pozione antilupo, John si faceva rinchiudere dal servo nella cripta per non seminare morte; tuttavia quando Ben gli aveva comunicato il desiderio di lasciare la dimora di famiglia per sposare Gwen, John non l'aveva accettato, e così, quella notte di luna piena si era ubriacato, divenendo incontrollabile, e dato che Singh non riuscì a incatenarlo, non appena si era trasformato in bestia, non accorgendosi fortunatamente di lui, aveva dilaniato però il suo secondogenito. In questo modo cresce in Lawrence l'odio feroce contro il padre.
Così in una notte di luna piena i medici, convinti di averlo curato, per dimostrargli che non si sarebbe trasformato, lo legano a una sedia e lo mettono al centro di una sala (nella quale è presente anche il detective Abberline), osservato da molti studiosi alla luce della luna appena sorta; però Lawrence si trasforma in lupo, uccide alcuni medici e, scappato, semina il terrore per le strade di Londra. Il mattino seguente, riassunta la forma umana, Lawrence cerca di rifugiarsi da Gwen, con cui si bacia e si fidanza, ma viene scoperto e si reca a Talbot Hall, la residenza di famiglia a Blackmoor, per far arrestare il padre, responsabile della sua condizione. Entrato, scopre che anche Singh è stato ucciso da suo padre la notte prima. Ma mentre tiene John in ostaggio e tenta di sparargli, scopre che le pallottole d'argento del fucile sono senza polvere e quindi John comincia a malmenare suo figlio, ma appare subito la luna piena. Così i due, trasformati in lupi mannari, si ritrovano a combattere insieme in una lotta all'ultimo sangue dalla quale Lawrence esce vincitore ed uccide il padre, decapitandolo e bruciandolo. Ma nella lotta Talbot morde anche il detective Abberline, che era intervenuto, entrambi fuggono dalla tenuta ormai avvolta dalle fiamme.
Ormai braccato dagli abitanti del villaggio e senza una dimora, Lawrence viene ucciso a malincuore da Gwen, l'unica persona che sia riuscita ad amare la bestia e l'unica che poteva liberarlo dalla maledizione, amandolo. Lawrence, sotto gli occhi addolorati di Gwen, muore, anche perché la pistola di lei aveva delle pallottole d'argento.
Nel frattempo sopraggiunge l'ansante e sanguinante Abberline che, osservando la luna, dopo essere stato morso da Lawrence, si chiede quale destino lo attenda ora che la maledizione è in lui.

## Produzione

### Regia
Nel febbraio 2007, Mark Romanek fu confermato dagli Universal Studios come regista.
Nel gennaio 2008 Romanek abbandonò la regia a seguito di alcuni scontri avuti con il resto del cast. Ormai mancavano pochi giorni all'inizio delle riprese e il progetto sembrava destinato alla cancellazione. Alcune riviste riportarono l'abbandono del regista accreditando come motivazioni sia i problemi di budget (circa 100 milioni di dollari), considerato troppo poco per i tempi, sia il cast e le richieste dello studio, e infine i problemi di sceneggiatura considerata difficile da utilizzare per programmare le riprese e l'uscita prevista per il 2010.
In seguito all'abbandono, per sostituirlo vennero indicati come possibili o ufficialmente candidati: Brett Ratner, Frank Darabont, James Mangold, Joe Johnston, Bill Condon e Martin Campbell. Il mese seguente all'abbandono di Romanek fu confermato Johnston come suo sostituto.

### Sceneggiatura
Nel marzo 2006 fu annunciato che gli Universal Studios avevano incaricato Andrew Kevin Walker di scrivere una sceneggiatura da cui partire per realizzare un rifacimento del film culto L'uomo lupo nel quale Benicio del Toro sarebbe figurato tra i protagonisti.
Dopo l'abbandono di Romanek, la sceneggiatura è stata riscritta da David Self.

### Cast
Il primo attore a essere confermato nel progetto è stato Benicio del Toro, insieme a Anthony Hopkins in un ruolo secondario. In seguito alla rinuncia di Antonio Banderas fu annunciato che Hugo Weaving era entrato ufficialmente nel cast nella parte di un detective, un personaggio completamente nuovo, che avrebbe dato la caccia al licantropo. La notizia è stata resa nota il 23 febbraio 2008.

### Riprese
Le riprese sono iniziate nel marzo 2008 nel Regno Unito principalmente ai Pinewood Studios e nello Wiltshire e nel Derbyshire per gli esterni.

### Trucco
Rick Baker è stato incaricato della realizzazione del trucco del licantropo. Baker e Dave Elsey hanno vinto l'Oscar per il miglior trucco del 2011.

## Colonna sonora
La colonna sonora del film è stata composta da Danny Elfman. La notizia è stata resa pubblica nel 2008.

## Distribuzione
Inizialmente era previsto che il film uscisse il 12 novembre 2009, ma i tempi lunghi della preproduzione spinsero a posticipare la data.
Per dare il via alla lavorazione venne stabilito un bilancio di previsione di 85 milioni di dollari, e nel contempo fissato al 13 febbraio 2010 la data di uscita cinematografica americana.

## Accoglienza
Il film ebbe critiche poco entusiaste e bassi incassi.

## Riconoscimenti
- Oscar al miglior trucco - Rick Baker e Dave Elsey